# Irish Cup 2024-2025
La Irish Cup 2024-2025, anche nota come Clearer Water Irish Cup per motivi di sponsorizzazione, è stata la 145ª edizione della coppa nazionale dell'Irlanda del Nord dalla sua inaugurazione nel 1881. La competizione è iniziata il 10 agosto 2024 ed è terminata il 3 maggio 2025, con il vincente che ha ottenuto la qualificazione per la UEFA Conference League 2025-2026.
La squadra campione in carica era il Cliftonville. La competizione è stata vinta dal Dungannon Swifts, per la prima volta nella sua storia.

## Partite

### Primo turno
Al primo turno partecipano 107 squadre provenienti dalle serie inferiori, dal settimo al terzo livello. Il sorteggio è stato effettuato il 2 luglio 2024.
| Squadra 1                | Risultato       | Squadra 2             |
| ------------------------ | --------------- | --------------------- |
| 10 agosto 2024           |                 |                       |
| Aquinas                  | 2 – 3           | Wakehurst             |
| Banbridge Rangers        | 2 – 0           | Valley Rangers        |
| Bryasburn Rangers        | 0 – 3           | Coagh United          |
| Castlewellan Town        | 3 – 0           | Tandragee Rovers      |
| Colin Valley             | 1 – 2           | Islandmagee           |
| Crewe United             | 2 – 0           | Finaghy               |
| Dollingstown             | –               | Laurelvale            |
| Downshire Young Men      | 1 – 2           | Greenisland           |
| Dromore Amateurs         | 0 – 3           | Wellington Recreation |
| Drumaness Mills          | 0 – 2           | Crumlin Utd           |
| Dundonald                | 1 – 2           | Newbuildings Utd      |
| Dunloy                   | 3 – 1           | Lisburn Rangers       |
| Dunmurry Recreation      | 0 – 3           | Albert Foundry        |
| Dunmurry Young Men       | 5 – 0           | Seapatrick            |
| Fivemiletown United      | 0 – 2           | Richhill              |
| Grove United             | –               | Rosemount Rec         |
| Hanover                  | 1 – 0           | Portadown BBOB        |
| Heights                  | 7 – 0           | Rectory Rangers       |
| Killyleagh Youth         | 0 – 4           | Abbey Villa           |
| Killymoon Rangers        | 0 – 2           | Lurgan Celtic         |
| Kilmore Recreation       | 2 – 0           | Newcastle             |
| Knockbreda               | 3 – 2           | Craigavon City        |
| Larne Technical Old Boys | 0 – 2           | Comber Recreation     |
| Maiden City              | 4 – 0           | Woodvale              |
| Markethill Swifts        | 2 – 3           | Brantwood             |
| Moyola Park              | 9 – 0           | Lower Maze            |
| Newtowne                 | 5 – 0           | Tullyvallen           |
| Portaferry Rovers        | 3 – 2           | St. Luke's            |
| Portavogie Rangers       | 2 – 2 (4-5 dtr) | Newmills              |
| Portstewart              | –               | Tullycarnet           |
| Queen's University       | 4 – 3           | Ballymoney Utd        |
| Rathfriland Rangers      | 2 – 1           | Strabane Athletic     |
| Rosario Youth Club       | 6 – 1           | Mindwell              |
| Saintfield United        | 3 – 2           | Cookstown Youth       |
| Shamrock                 | 6 – 2           | Orangefield Old Boys  |
| St. James' Swifts        | 1 – 0           | Lisburn Distillery    |
| St. Mary's Youth         | 0 – 9           | Ballymacash Rangers   |
| St. Matthew's            | 0 – 6           | Sirocco Works         |
| Suffolk                  | 1 – 6           | Rathcoole             |
| Tobermore United         | 0 – 4           | Dergview              |
| Warrenpoint Town         | 1 – 2           | Windmill Stars        |
| Willowbank               | 10 – 0          | Ballynahinch Olympic  |
| 13 agosto 2024           |                 |                       |
| Glebe Rangers            | 1 – 2           | PSNI                  |

### Secondo turno
Al secondo turno prendono parte le 43 vincenti del primo turno e 21 squadre che entrano nella competizione in questo turno. Il sorteggio si è tenuto il 13 agosto 2024.
| Squadra 1                  | Risultato       | Squadra 2              |
| -------------------------- | --------------- | ---------------------- |
| 13 settembre 2024          |                 |                        |
| Rathfriland Rangers        | 6 – 0           | Windmill Stars         |
| 14 settembre 2024          |                 |                        |
| 18th Newtownabbey Old Boys | 1 – 2           | Desertmartin           |
| 1st Bangor Old Boys        | 2 – 4           | Dollingstown           |
| Abbey Villa                | 3 – 0           | Newmills               |
| Ballymacash Rangers        | 3 – 0           | Ratchoole              |
| Ballynahinch Olympic       | 1 – 2           | Richhill               |
| Banbridge Town             | 3 – 0           | PSNI                   |
| Belfast Celtic             | 2 – 1           | Saintfield United      |
| Coagh United               | 5 – 0           | Bourneview Mill        |
| Dergview                   | 4 – 0           | Shamrock               |
| Donegal Celtic             | –               | Bloomfield             |
| Dromara Village            | 4 – 1           | Crumlin Utd            |
| Dunloy                     | 2 – 1           | Derriaghy Cricket Club |
| Dunmurry Young Men         | 5 – 0           | Greenisland            |
| Hanover                    | 1 – 5           | Newbuildings United    |
| Islandmagee                | 2 – 2 (4-3 dtr) | Heights                |
| Kilmore Recreation         | 1 – 3           | Seagoe                 |
| Knockbreda                 | 1 – 0           | Shankill United        |
| Lurgan Celtic              | 6 – 3           | Short Brothers         |
| Maiden City                | –               | Malachians             |
| Moneyslane                 | 2 – 3           | Willowbank             |
| Mossley                    | 4 – 0           | Rosemount Rec          |
| Moyola Park                | 2 – 1           | Immaculata             |
| Newtowne                   | 1 – 2           | Queen's University     |
| Oxford Sunnyside           | 1 – 0           | Crewe United           |
| Portaferry Rovers          | 1 – 3           | Ards Rangers           |
| Portstewart                | 5 – 1           | Brantwood              |
| Rosario Youth Club         | –               | Castlewellan Town      |
| Sirocco Works              | 1 – 5           | Banbridge Rangers      |
| St James' Swifts           | 2 – 1           | Comber Recreation      |
| St Oliver Plunkett         | 2 – 2 (2-4 dtr) | Wakehurst              |
| Wellington Recreation      | 3 – 3 (4-3 dtr) | Albert Foundry         |

### Terzo turno
Le 32 vincenti del secondo turno prendono parte al terzo turno. Il sorteggio si è tenuto il 16 settembre 2024.
| Squadra 1           | Risultato       | Squadra 2             |
| ------------------- | --------------- | --------------------- |
| 26 ottobre 2024     |                 |                       |
| Abbey Villa         | 1 – 2           | Ballymacash Rangers   |
| Ards Rangers        | 0 – 3           | Queen's University    |
| Banbridge Town      | 3 – 0           | Coagh United          |
| Belfast Celtic      | 2 – 1           | Oxford Sunnyside      |
| Islandmagee         | 4 – 3           | Desertmartin          |
| Knockbreda          | 5 – 1           | Bloomfield            |
| Lurgan Town         | 2 – 0           | Seagoe                |
| Maiden City         | 1 – 3           | Rosario Youth Club    |
| Mossley             | 1 – 1 (2-4 dtr) | St James' Swifts      |
| Newbuildings Utd    | 2 – 7           | Dollingstown          |
| Rathfriland Rangers | 2 – 0           | Dunloy                |
| Richhill            | 1 – 4           | Wellington Recreation |
| Wakehurst           | 1 – 2           | Banbridge Rangers     |
| 2 novembre 2024     |                 |                       |
| Dunmurry Young Men  | 1 – 3           | Dergview              |
| Willowbank          | 4 – 5           | Moyola Park           |

### Quarto turno
Al quarto turno prendono parte le 16 vincenti del terzo turno. Il sorteggio si è tenuto il 29 ottobre 2024.
| Squadra 1             | Risultato       | Squadra 2           |
| --------------------- | --------------- | ------------------- |
| 2 novembre 2024       |                 |                     |
| Banbridge Rangers     | 1 – 1 (3-2 dtr) | Queen's University  |
| Lurgan Town           | 0 – 1           | Dollingstown        |
| Moyola Park           | 1 – 0           | St James' Swifts    |
| Portstewart           | 0 – 1           | Belfast Celtic      |
| Rosario Youth Club    | 2 – 4           | Rathfriland Rangers |
| Wellington Recreation | 3 – 0           | Dergview            |
| 30 novembre 2024      |                 |                     |
| Islandmagee           | 0 – 4           | Ballymacash Rangers |
| Knockbreda            | 3 – 0           | Banbridge Town      |

### Quinto turno
Al quinto turno prendono parte le 8 vincenti del quarto turno, 12 squadre dalla NIFL Premiership e 12 squadre dalla NIFL Championship. Il sorteggio si è tenuto il 26 novembre 2024.
| Squadra 1               | Risultato       | Squadra 2             |
| ----------------------- | --------------- | --------------------- |
| 3 gennaio 2025          |                 |                       |
| Harland & Wolff Welders | 2 – 4           | Glentoran             |
| 4 gennaio 2025          |                 |                       |
| Annagh Utd              | 3 – 2           | Portadown             |
| Ballymacash Rangers     | 1 – 2           | Ballinamallard Utd    |
| Ballymena Utd           | 1 – 2           | Ards                  |
| Bangor                  | 2 – 1 (dts)     | Newington Youth       |
| Carrick Rangers         | 4 – 3           | Newry City            |
| Cliftonville            | 4 – 0           | Banbridge Rangers     |
| Coleraine               | 5 – 0           | Armagh City           |
| Crusaders               | 3 – 0           | Knockbreda            |
| Dungannon Swifts        | 5 – 0           | Rathfriland Rangers   |
| Limavady Utd            | 1 – 0 (dts)     | Larne                 |
| Linfield                | 4 – 0           | Wellington Recreation |
| 14 gennaio 2025         |                 |                       |
| Dollingstown            | 1 – 0           | Ballyclare Comrades   |
| Glenavon                | 2 – 0           | Dundela               |
| Institute               | 2 – 3           | Loughgall             |
| Moyola Park             | 0 – 0 (7-6 dtr) | Belfast Celtic        |

### Sesto turno
Al sesto turno prendono parte le sedici vincenti del quinto turno. Il sorteggio si è tenuto il 4 gennaio 2025.
| Squadra 1          | Risultato   | Squadra 2       |
| ------------------ | ----------- | --------------- |
| 31 gennaio 2025    |             |                 |
| Glentoran          | 2 – 1 (dts) | Linfield        |
| 1 febbraio 2025    |             |                 |
| Ballinamallard Utd | 0 – 3       | Carrick Rangers |
| Bangor             | 3 – 0       | Annagh Utd      |
| Cliftonville       | 3 – 2 (dts) | Glenavon        |
| Crusaders          | 1 – 0       | Limavady Utd    |
| Dollingstown       | 0 – 3       | Loughgall       |
| Dungannon Swifts   | 2 – 1 (dts) | Coleraine       |
| Moyola Park        | 1 – 3       | Ards            |

### Quarti di finale
Ai quarti prendono parte le otto vincenti del sesto turno. Il sorteggio si è tenuto il 1º febbraio 2025.
| Squadra 1        | Risultato | Squadra 2        |
| ---------------- | --------- | ---------------- |
| 28 febbraio 2025 |           |                  |
| Bangor           | 3 – 1     | Glentoran        |
| 1 marzo 2025     |           |                  |
| Ards             | 2 – 0     | Loughgall        |
| Carrick Rangers  | 1 – 3     | Dungannon Swifts |
| Crusaders        | 1 – 2     | Cliftonville     |

### Semifinali
Il sorteggio per le semifinali si è tenuto il 1º marzo 2025.
| Squadra 1     | Risultato | Squadra 2        |
| ------------- | --------- | ---------------- |
| 28 marzo 2025 |           |                  |
| Ards          | 0 – 3     | Cliftonville     |
| 29 marzo 2025 |           |                  |
| Bangor        | 0 – 2     | Dungannon Swifts |

### Finale
| Arbitro: | Ian McNabb |

|                                  |                      |                                   |
| Kearmey 90+2’                    | Marcatori            | 23’ McGovern                      |
| Kearney Hale Addis Keaney Conlan | Tiri di rigore 3 – 4 | Bigirimana Ucha Glenny Bermingham |